# Acer formosum
Acer formosum é uma espécie de árvore do gênero Acer, pertencente à família Aceraceae.